# Kolešov
Kolešov (deutsch Koleschau) ist eine Gemeinde in Tschechien. Sie liegt sieben Kilometer südöstlich von Kryry und gehört zum Okres Rakovník.

## Geographie
Kolešov befindet sich im Rakonitzer Hügelland. Das Dorf liegt linksseitig über dem Tal des Baches Očihovecký potok auf einer Terrasse unterhalb des Hügels Dlouhý lán. Gegen Nordosten erstreckt sich der Naturpark Džbán, im Süden der Naturpark Jesenicko. Nördlich erheben sich der Dlouhý lán (Neunquentenberg, 404 m) und der U Lípy (394 m), im Nordosten die Vyhlídka (434 m) und der Novoveský vrch (440 m), östlich der Pláň (425 m), im Südosten der Šmikouský vrch (438 m), südlich der Lovíč (520 m), Liščí vrch (436 m) und Tobiášův vrch (507 m), im Südwesten die Vlčí hora (498 m), westlich die Borečnice (407 m) sowie im Nordwesten der Běsenský vrch (402 m). Südlich von Kolešov verläuft die Straße I/6 / E 48 zwischen Prag und Karlsbad, westlich die I/27 zwischen Pilsen und Žatec; beide Fernstraßen kreuzen sich zwei Kilometer südwestlich des Ortes am Straßenkreuz Jesenická křižovatka.
Nachbarorte sind Očihovec und Běsno im Norden, Vrbice, Děkov und Nová Ves im Nordosten, Hořesedly und Hořovičky im Osten, Šmikousy, Zderaz und Čížkov im Südosten, Oráčov und Bedlno im Süden, Bukov, Petrohrad, Bílenec und Černčice im Südwesten, Nový Mlýn, Mukoděly, Samota und Kněžek im Westen sowie Kryry, Březnice und Strojetice im Nordwesten.

## Geschichte
Kolešov wurde während der mittelalterlichen Kolonisation als Platzdorf mit regelmäßigem Grundriss angelegt. Um den großen, annähernd quadratischen Dorfplatz gruppieren sich an allen vier Seiten die Gehöfte in einer zweireihig angelegten Flur. Die erste schriftliche Erwähnung von Colessow erfolgte im Jahre 1319. Colessow bildete lange Zeit ein selbständiges Gut.
Benedikt Kolowrat-Liebsteinsky kaufte 1612 das Gut Kolešov und schloss es an sein Gut Hokov an. Im Jahre 1617 erbte sein Sohn Jaroslav Julius das Gut Kolešov. Im Jahre 1623 kaufte Hermann von Questenberg das Gut Groß Kolleschau von Jaroslav Julius Kolowrat-Liebsteinsky und schlug es seiner Herrschaft Nepomyšl zu. Unter den Freiherren von Questenberg wurde die während des Dreißigjährigen Krieges verödete Gegend mit Deutschen wiederbesiedelt. 1651 erbte Hermann von Questenbergs Witwe die Herrschaft, zehn Jahre später seine Tochter. Diese überschrieb den Besitz 1686 testamentarisch ihrem Mann Gundacker von Dietrichstein. Nachfolgender Grundherr war Ferdinand Joseph von Dietrichstein, später folgten Johann Karl von Dietrichstein-Proskau-Leslie und ab 1808 dessen Sohn Franz Joseph von Dietrichstein-Proskau-Leslie. Im 18. Jahrhundert wurden auf dem großen Dorfplatz mehrere Chaluppen errichtet.
Im Jahre 1846 bestand Golleschau bzw. Kolleschau aus 42 Häusern mit 266 deutschsprachigen Einwohnern. Im Ort gab es eine Schule mit einem von der Gemeinde angestellten Lehrer, einen obrigkeitlichen Meierhof, eine dominikale Schäferei und ein Wirtshaus. Pfarrort war Strojetitz (Strojetice). Bis zur Mitte des 19. Jahrhunderts blieb Golleschau zur Fideikommiss-Herrschaft Pomeisl untertänig.
Nach der Aufhebung der Patrimonialherrschaften bildete Golleschau / Kolešov ab 1850 mit der Einschicht Schmickes eine Gemeinde im Bezirk Saaz und Gerichtsbezirk Podersam. 1868 wurde Golleschau dem Bezirk Podersam zugeordnet. In der ersten Hälfte des 20. Jahrhunderts setzte sich die Ortsnamensform Koleschau durch.
Im Jahre 1930 lebten in Koleschau 354 Personen; 1932 waren es 343. Nach dem Münchner Abkommen wurde die Gemeinde 1938 dem Deutschen Reich zugeschlagen und gehörte bis 1945 zum Landkreis Podersam. 1939 hatte die Gemeinde 302 Einwohner. Nach dem Ende des Zweiten Weltkrieges kam Kolešov zur Tschechoslowakei zurück und die deutschsprachigen Einwohner wurden vertrieben. Der Okres Podbořany wurde 1960 aufgehoben, seitdem gehört Kolešov zum Okres Rakovník. 1961 wurde Bukov eingemeindet. Am 1. Jänner 1980 erfolgte die Eingemeindung nach Hořovičky. Kolešov löste sich am 24. November 1990 wieder von Hořovičky los und bildete eine eigene Gemeinde.
Kolešov ist ein Hopfenanbaugebiet und wird von Hopfenfeldern umgeben.

## Gemeindegliederung
Für die Gemeinde Kolešov sind keine Ortsteile ausgewiesen.

## Sehenswürdigkeiten
- Kapelle auf dem Dorfplatz
- Denkmal für die Gefallenen des Ersten Weltkrieges auf dem Dorfplatz